# Aspredinidae
Aspredinidae – rodzina ryb sumokształtnych (Siluriformes), blisko spokrewniona z Auchenipteridae i Doradidae (kirysowate). Obejmuje ok. 40 gatunków.

## Występowanie
Wody słodkie tropikalnej strefy Ameryki Południowej. Niektóre gatunki wpływają do wód słonawych.

## Cechy charakterystyczne
Ciało nagie, z wyjątkiem dużych guzków ułożonych w podłużnych rzędach, w przedniej części ścieśnione grzbietobrzusznie. Brak płetwy tłuszczowej. U większości gatunków brak blokady kolca grzbietowego. W płetwie ogonowej 10 lub mniej promieni. Długość większości gatunków nie przekracza 15 cm. Największe rozmiary osiąga Aspredo aspredo (38 cm długości standardowej). Micromyzon akamai nie ma oczu.

## Klasyfikacja
Rodzaje zaliczane do tej rodziny grupowane są 3 w podrodzinach. Na podstawie cech morfologicznych wyłoniono podrodziny: Aspredininae, Bunocephalinae i Hoplomyzontinae . W wyniku analiz molekularnych zaproponowano następujący, zmieniony podział, przy którym Aspredinidae uznano za takson monofiletyczny:
Incertae sedis: Acanthobunocephalus
Aspredininae:
- Aspredinini 
  - Aspredo
  - Aspredinichthys
  - Platystacus

- Bunocephalini
  - Amaralia
  - Bunocephalus
  - Pterobunocephalus
  - Xyliphius

Hoplomyzontinae:
- Dupouyichthys
- Ernstichthys
- Hoplomyzon
- Micromyzon

Pseudobunocephalinae:
- Pseudobunocephalus

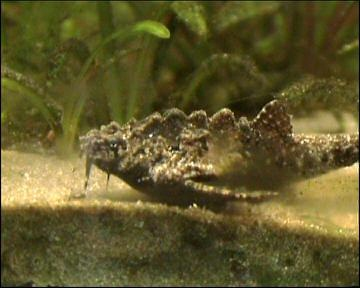
Bunocephalus verrucosus

Typem nomenklatorycznym rodziny jest Aspredo .